# Athlītiko Sōmateio Nea Salamis Ammochōstou (pallavolo maschile)
La Nea Salamis Famagusta Volleyball Club è una società pallavolistica di Cipro, con sede nella città di Limassol. Fa parte della polisportiva Nea Salamis Famagusta, la cui sezione di pallavolo comprende sia la formazione maschile che quella femminile. Attualmente entrambe le formazioni militano nelle massime serie del campionato cipriota.
È una delle società più antiche del paese, e la formazione maschile vanta un'accesa rivalità con la squadra più titolata del paese, l'Anorthosis VC.

## Storia
La formazione di pallavolo della Nea Salamis Famagusta fa la sua comparsa nel 1948, nella città di Famagosta. L'invasione turca di Cipro costrinse la società ad abbandonare la città natale, per trasferirsi a Limassol, nella parte meridionale dell'isola, come la sua eterna rivale Anorthosis VC. Nonostante le difficoltà dovute alla guerra, la società seppe diventare protagonista nel panorama nazionale, vincendo il suo primo trofeo nel 1983, la Coppa di Cipro. Le prime vittorie della formazione giungono nei primi anni '90, con la conquista dei primi due scudetti e di altre due coppe nazionali. Il periodo d'oro arriva però a cavallo del 2000: dal 1998 al 2003 la squadra maschile conquista 6 campionati consecutivi e 4 Coppe di Cipro. Di queste vittorie ben 4 sono double Coppa-Campionato (2000, 2001, 2002, 2003), e la vittoria delle Supercoppe (in tutto 6) hanno composto il triple.

La formazione femminile vanta le sue apparizioni nella massima serie durante i primi anni '80, arrivando seconda in campionato e coppa per tre volte.

## Palmarès
- Campionato cipriota: 9

1990, 1991, 1998, 1999, 2000, 2001, 2002, 2003, 2013
- Coppa di Cipro: 8

1983, 1990, 1992, 2000, 2001, 2002, 2003, 2011
- Supercoppa cipriota: 9

1998, 1999, 2000, 2001, 2002, 2003, 2011, 2013, 2022